# Der Schuss von der Kanzel (Film)
Der Schuss von der Kanzel, in Deutschland geringfügig zu Der Schuß von der Kanzel verändert, ist ein Schweizer Filmlustspiel aus dem Jahre 1942 von Leopold Lindtberg.

## Handlung
Die Geschichte spielt in Mythikon, einem kleinen Dorf am Zürichsee im 17. Jahrhundert. Der Pastor des Ortes, Werdmüller, ist wegen seiner Waffenleidenschaft heftig umstritten. Die Jagd war ihm so manches Mal wichtiger als seine kirchlichen Aufgaben. So vergisst er beispielsweise eine Taufe, während er mit dem Hauptmann Kilchsperger lieber Rebhühner schiesst. Seine Liebe zu allem Militärischen geht sogar so weit, dass Werdmüller dem Offizier bei einem Glas Wein seine Tochter Rahel verspricht, sollte er Interesse an ihr bekunden. Dass Rahel in dem etwas schüchtern-linkischen Vikar Pfannenstiel bereits einen Verehrer hat, ist ihm dabei egal; der junge Mann, der im Hause Werdmüller wohnt, ist dem Gottesmann eh viel zu weich. Die Gemeinde beobachtet Werdmüllers Verhalten mit zunehmendem Missbehagen und informiert eines Tages dessen Vorgesetzten in Zürich. Daraufhin besucht Dekan Steinfels Mythikon unangemeldet, um sich einen eigenen Eindruck zu verschaffen. Der Dekan ist über die dort herrschenden Zustände verstimmt und verwarnt Werdmüller deutlich. Noch ein einziger Schuss, so der Dekan, und Werdmüller werde gefeuert. Dieser aber hat nur noch einen Gedanken: Herauszufinden, wer ihn bei der kirchlichen Obrigkeit in Zürich angeschwärzt hat. Sein erster Verdacht fällt auf den armen Pfannenstiel, den er augenblicklich seines Hauses verweist. Der ist so kleinlaut, dass er gegenüber Werdmüller keinen Widerspruch versucht, geschweige denn um die Hand Rahels bittet. Die junge Frau ist gleichfalls traurig, erwidert sie doch Pfannenstiels Gefühle.
Pfannenstiel geht zu General Werdmüller, dem Vetter seines einstigen Hausherrn, in der Hoffnung, als Feldkaplan beim Militär unterzukommen. Doch der lacht den zart besaiteten Hänfling einerseits aus, gibt ihm aber andererseits doch den gewünschten Posten. Wenig später bekommt der General auch Besuch von seiner Nichte Rahel, die ihn um Hilfe bittet. Ihr Vater wolle sie mit aller Macht mit dem ungeliebten Kilchsperger verheiraten. Bereits am kommenden Sonntag sollen die beiden miteinander verlobt werden. General Werdmüller beschliesst, seinem Vetter einen Streich zu spielen und zugleich seinem Patenkind Rahel zu helfen. Der hohe Offizier wohnt einer Predigt seines Cousins bei und übergibt diesem als Abschiedsgeschenk eine venezianische Pistole. Als sich Pfarrer Werdmüller für einen Moment wegdreht, tauscht der General sein ungeladenes Gastgeschenk gegen eine geladene Pistole aus, die der Vetter achtlos einsteckt. Pastor Werdmüller hält seine Predigt und ist mit seinen Gedanken mal wieder ganz woanders: nämlich bei seiner neuen Waffe. Während er von der Kanzel predigt, fummelt er gleichzeitig an der in seiner Kleidung versteckten Waffe herum. Es kommt wie es kommen muss: „Gott mit grossem Schall“ predigt der Gottesmann, da löst sich ein Schuss. Aus dem Talar entfährt Pulverrauch. Pastor Werdmüller verliert Anstellung, erhält aber vom Vetter General dessen Landgut und die zugehörige Waffensammlung zur Nutzniessung und Pflege. Denn General Werdmüller muss in den Krieg ziehen und glaubt aufgrund der Weissagung einer Zigeunerin, dass er darin fallen wird. Vetter Pastor muss dafür aber versprechen, seine Rahel ihrem Liebsten, Vikar Pfannenstiel, zur Frau zu geben.

## Produktionsnotizen
Die Dreharbeiten zu Der Schuss von der Kanzel begannen am 20. August 1942 und endeten im Oktober desselben Jahres. Die Innenaufnahmen entstanden im Filmstudio Rosenhof in Zürich, die Aussenaufnahmen wurden in Stein am Rhein, Schloss Hallwil, Seengen sowie am Ufer des Zürichsees hergestellt. Die Uraufführung fand am 30. Dezember 1942 im Zürcher Urban-Kino statt. In Deutschland lief der Film nie an. 
Die Produktionsleitung lag in den Händen von Emil Hegetschweiler, der auch Regisseur Lindtberg assistierte. Die Filmbauten entwarf Robert Furrer. Als historischer Beirat wurde Eduard Achilles Gessler, seit 1910 Chefkonservator des Zürcher Landesmuseums, verpflichtet.
Der Film kostete etwa 165.000 Schweizer Franken und war ein kommerzieller Misserfolg. Das Publikum war es im entscheidenden Wendejahr des Weltkriegsverlaufs 1942 leid, unmoderne, wie aus der Zeit gefallene Filmstoffe zu sehen. Die Konsequenz war fortan ein Ausbleiben des zahlenden Kinogängers: Wurden 1942 noch zwölf Schweizer abendfüllende Spielfilme für die eidgenössischen Kinosäle produziert, so reduzierte sich diese Zahl im darauf folgenden Jahr 1943 auf ganze vier Filme, da sich die Produktion heimischer Inszenierungen kaum noch lohnte, zumal das Deutsche Reich eine Blockade Schweizer Filme für das Ausland verhängte.

## Kritiken
Die Schweizer Filmkritik bescheinigte dem Film einerseits inszenatorisch Qualität, bemängelte aber den stofflich betrachtet puren Eskapismus. Wieder, so wurde bereits zur Jahreswende 1942/43 kritisiert, habe sich die produzierende Praesens eines literarischen Stoffs aus der Vergangenheit bemächtigt anstatt sich endlich den drängenden Fragen der Zeit zuzuwenden. Nachfolgend einige Beispiele:

„Das Publikum hatte an der Premiere im Urban an Perücke, Federhut und Terzerol sein Vergnügen und das kultivierte Spiel und die geschlossene historische Atmosphäre liessen die Abwesenheit eines zeitnahen Problems artig verschmerzen.“

„Angst vor der Wirklichkeit (…) Man mache doch einen einzigen, ernsthaften, kompromisslosen Versuch, mit einem Gegenwartsproblem filmisch auseinanderzusetzen, man rücke irgendeiner wirtschaftlichen, sozialen oder kulturellen Frage mit der Kamera auf den Leib, ohne dabei ins Schwerfällige, Unteraltsame, Historische oder billig Patriotische zu verfallen! Dieser Streifen wird der erste Schweizer Film sein, den das Publikum nicht mit Wohlwollen, sondern mit lebendigem, leidenschaftlichen Interesse aufnehmen wird.“

„In erster Linie ein Schauspielerfilm. Das komödiantische Element rückt den leicht sterilen ästhetisierenden Bilderfluss in den Hintergrund, so dass vor allem die klug dargestellten Kabalen und die Ironie zum Zuge kommen.“

„Schweizers Drehbuch ist geschickt, respektiert mit unbestreitbarem stilistischem Feingefühl den etwas sarkastischen Ton der Vorlage, aber reduziert, wie voraussehbar, die Novelle auf ihre rein komödiantischen Elemente, auf diese gefällige Fassade, die gerade durchbrochen werden müsste. (…) Visuell ist der Film das logische Ergebnis einer Tendenz zur ästhetisierenden Kalligraphie, die die "Liebesbriefe" eingeführt hatten und die sich hier auf dem Umweg über die niederländischen Meister manifestiert.“

Im Lexikon des Internationalen Films heisst es: „Ein auf den ersten Blick steriler Film, der jedoch in seiner Atmosphäre stimmig ist und seine Verwicklungen mit leichter Ironie darbietet.“

## Inhaltlicher Fehler
Die Magd des Pastors Werdmüller klagt in einer Filmszene, man könne in der Küche nicht einmal in Ruhe die Kartoffeln schälen. Jedoch existiert der Kartoffelanbau in der Schweiz erst seit dem frühen 18. Jahrhundert.